# Kanton L'Étang-Salé
Kanton L'Étang-Salé (francouzsky Canton de L'Étang-Salé) je francouzský kanton v departementu Réunion v regionu Réunion. Po reformě francouzských kantonů z roku 2014 je tvořen obcemi L'Étang-Salé, Les Avirons a části obce Saint-Leu.